# Ertuğrulköy, Babaeski
Ertuğrulköy là một xã thuộc huyện Babaeski, tỉnh Kırklareli, Thổ Nhĩ Kỳ. Dân số thời điểm năm 2011 là 319 người.